# 胺化
胺化是在有机化合物分子引入氨基的化工单元过程。
氨基就是氨分子（NH3）去掉氢原子形成的-NH2；带有氨基的化合物称为“胺”。
胺化不仅可以在有机化合物引入一个氨基，还可以置换两个或三个氨基。胺化的方法很多，主要有两种：
1. 还原：对含有硝基的化合物进行还原，如对硝基苯进行还原可以生成苯胺。参见还原胺化反应。
2. 氨解：用有机卤化物和氨直接反应，用氨基取代卤素原子。如用氯苯和氨反应生成苯胺。

胺类化合物是制造染料、医药、合成橡胶的重要中间体。也是合成树脂、合成纤维的重要原料。